# Apold, Mureș
Apold, mai demult Trapold, Apoldu, (în dialectul săsesc Pult, în germană Trapold, Trappold, Trapolden, în maghiară Apold) este satul de reședință al comunei cu același nume din județul Mureș, Transilvania, România.
Denumiri în decursul timpului: Apold (1337), Trappolden (1500), Pold (1549).

## Localizare
Localitate situată pe părâul Șaeș afluent al râului Târnava Mare.

## Istoric
Așezarea de la Apold exista înainte de a veni coloniștii sași. Localitatea Apold și-a făcut prima apariție documentară într-un înscris din 1309, an în care Nikolaus de Apoldia a fost consemnat printre cei care-l dădeau în judecată pe episcopul de Alba Iulia. 

## Monumente
- Biserica fortificată din Apold
- Biserica Sfântul Gheorghe din Apold

## Biserica evanghelică
Nu se poate stabili cu exactitate ordinea fazelor de construcție, dar s-a presupus că o parte dintre structuri datează din secolul al XIII-lea. Totuși, ansamblul din jurul bisericii fortificate din Apold a fost închegat în decursul secolelor al XV-lea și al XVI-lea. 
Fortificația are o incintă dublă și neregulată. Zidurile interioare măsoară azi doar un metru, diferența până la înălțimea originală de patru metri pierzându-se în decursul timpului. 

## Personalități
- Michael Albert (1836-1893), scriitor
- Andrei Moldovan (1885-1963), episcop român ortodox în Detroit (SUA) [3]

## Obiectiv memorial
Monumentul Eroilor Români din Primul Război Mondial. Ridicat din inițiativa unui comitet de cetățeni locali, monumentul este amplasat în fața primăriei și a fost inaugurat la 7 mai 1933. Realizat din piatră, acesta se compune dintr-un soclu paralelipipedic, de plan patrat, și o coloană de forma unui trunchi de piramidă. Inscripția: În amintirea iubiților eroi căzuți pe câmpul de luptă în războiul pentru întregirea neamului din 1914-1918, realizată pe o placă de marmură albă, amplasată pe fațada principală a monumentului, constituie o mărturie a rescrierii istoriei, militarii din localitate căzuți în Primul Război Mondial luptând de partea Austro-Ungariei. Sub inscripție sunt reprezentate, în basorelief, o cască militară și o cunună de lauri. Pe plăcile de marmură albă, fixate pe monument, sunt înscrise numele a 21 de militari din localitate căzuți la datorie.

## Imagini

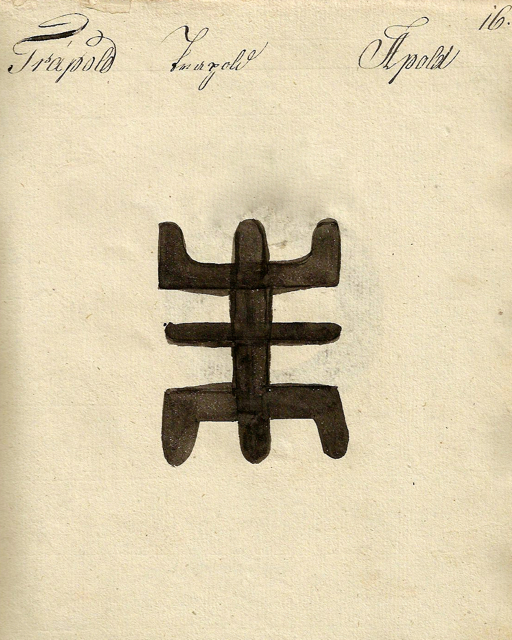
1826 - Danga pentru vitele din Apold
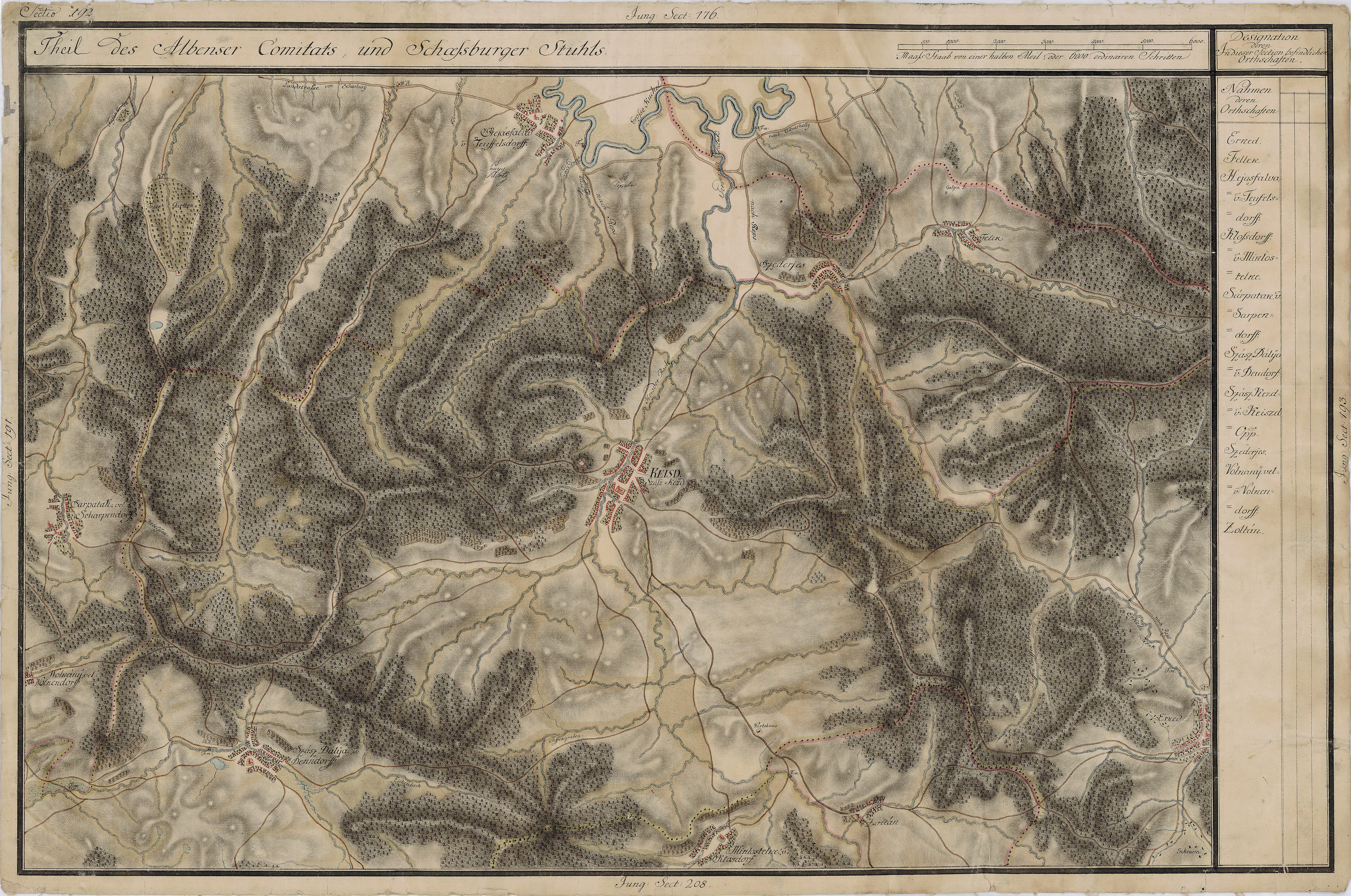
Apold în Harta Iosefină a Transilvaniei, 1769-1773
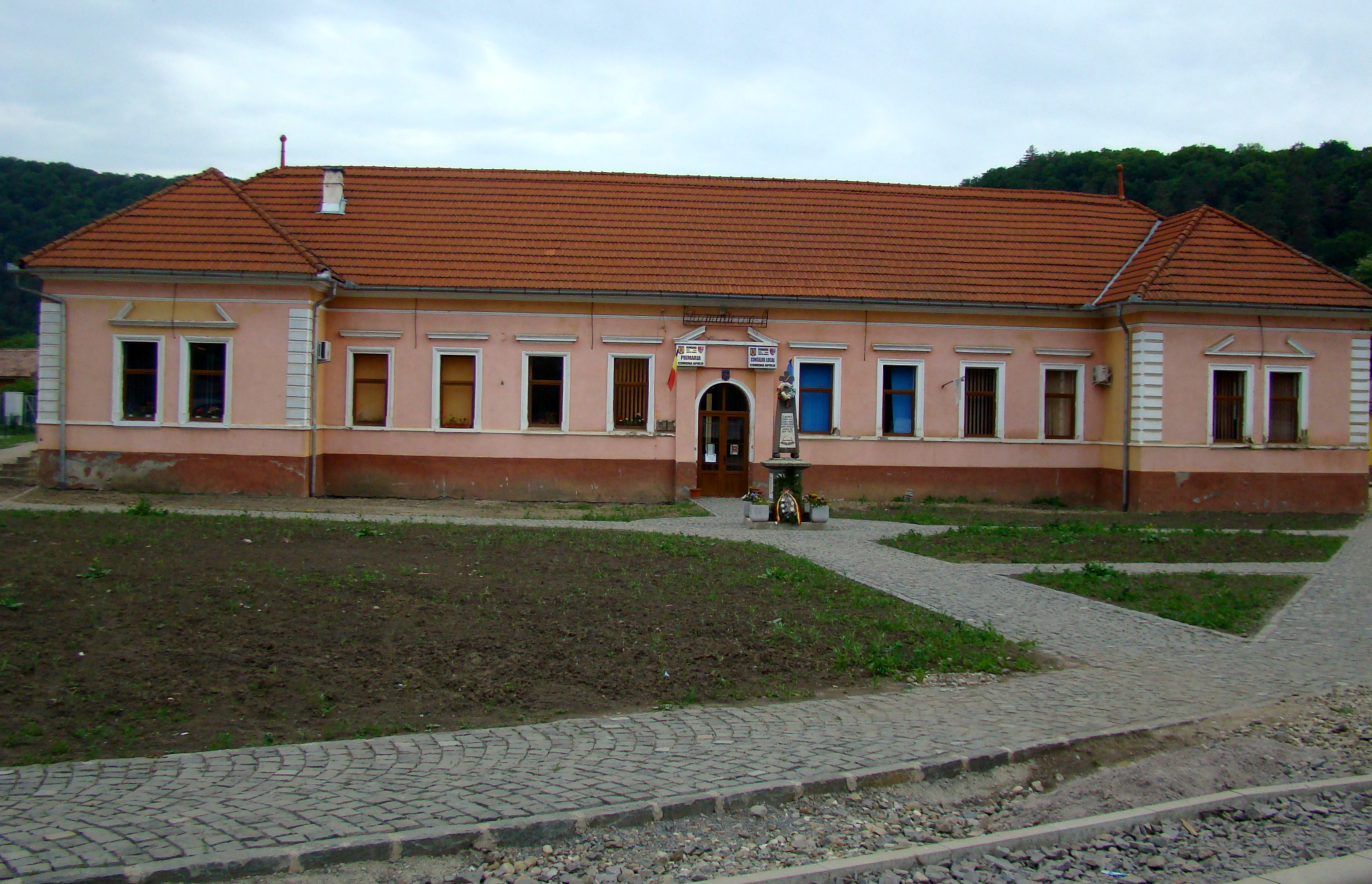
Primăria și monumentul eroilor
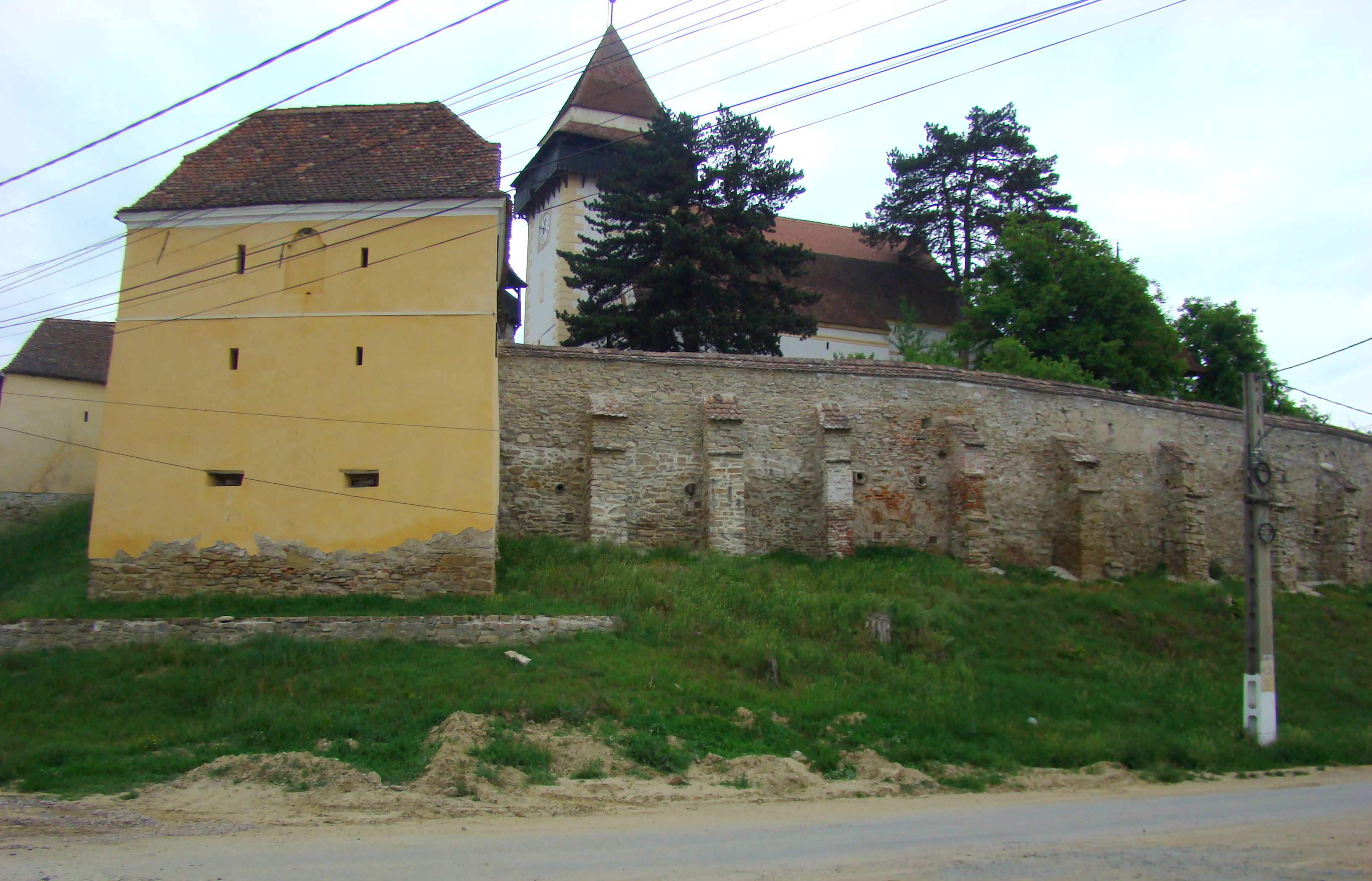
Biserica evanghelică fortificată
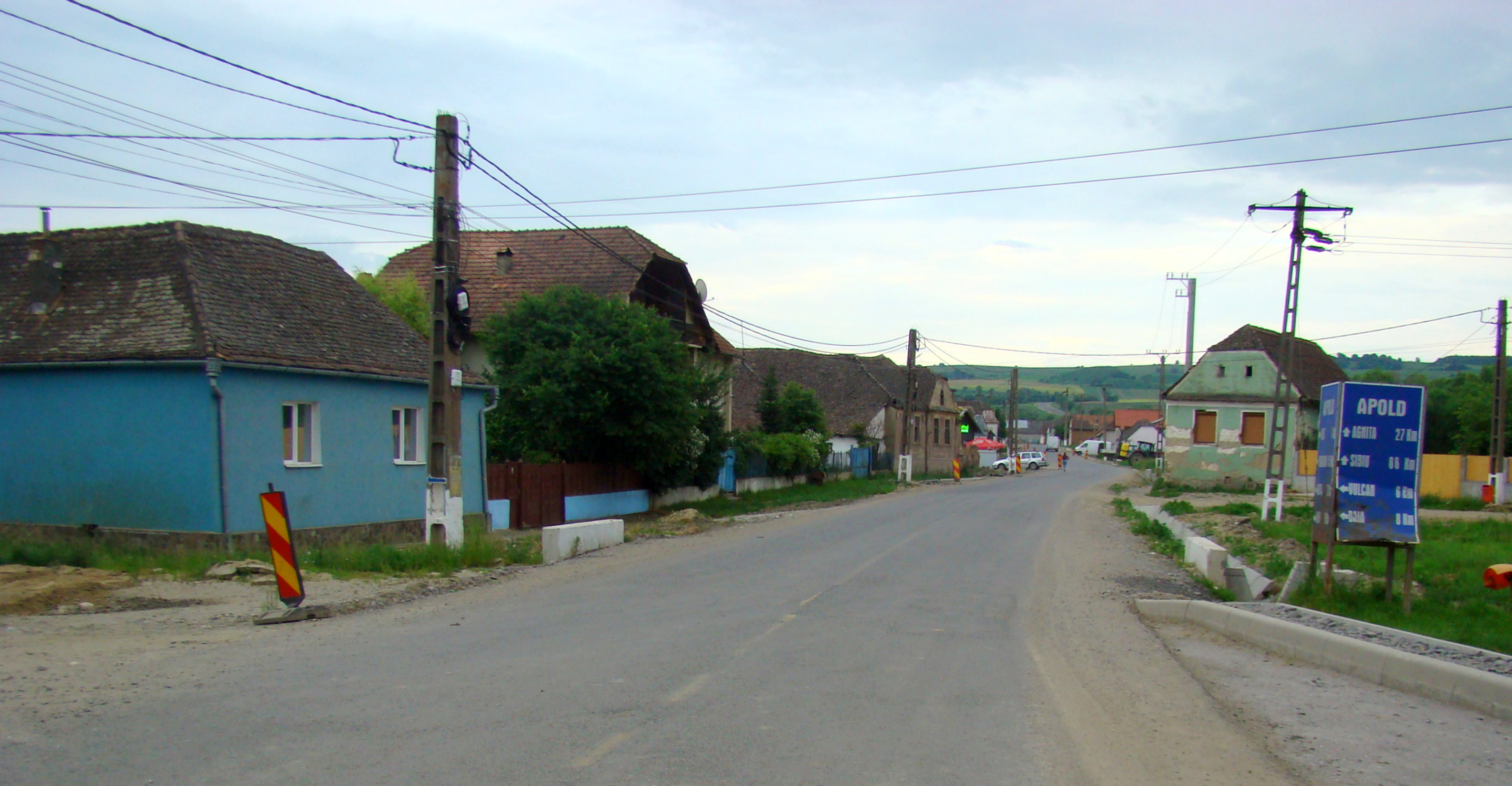
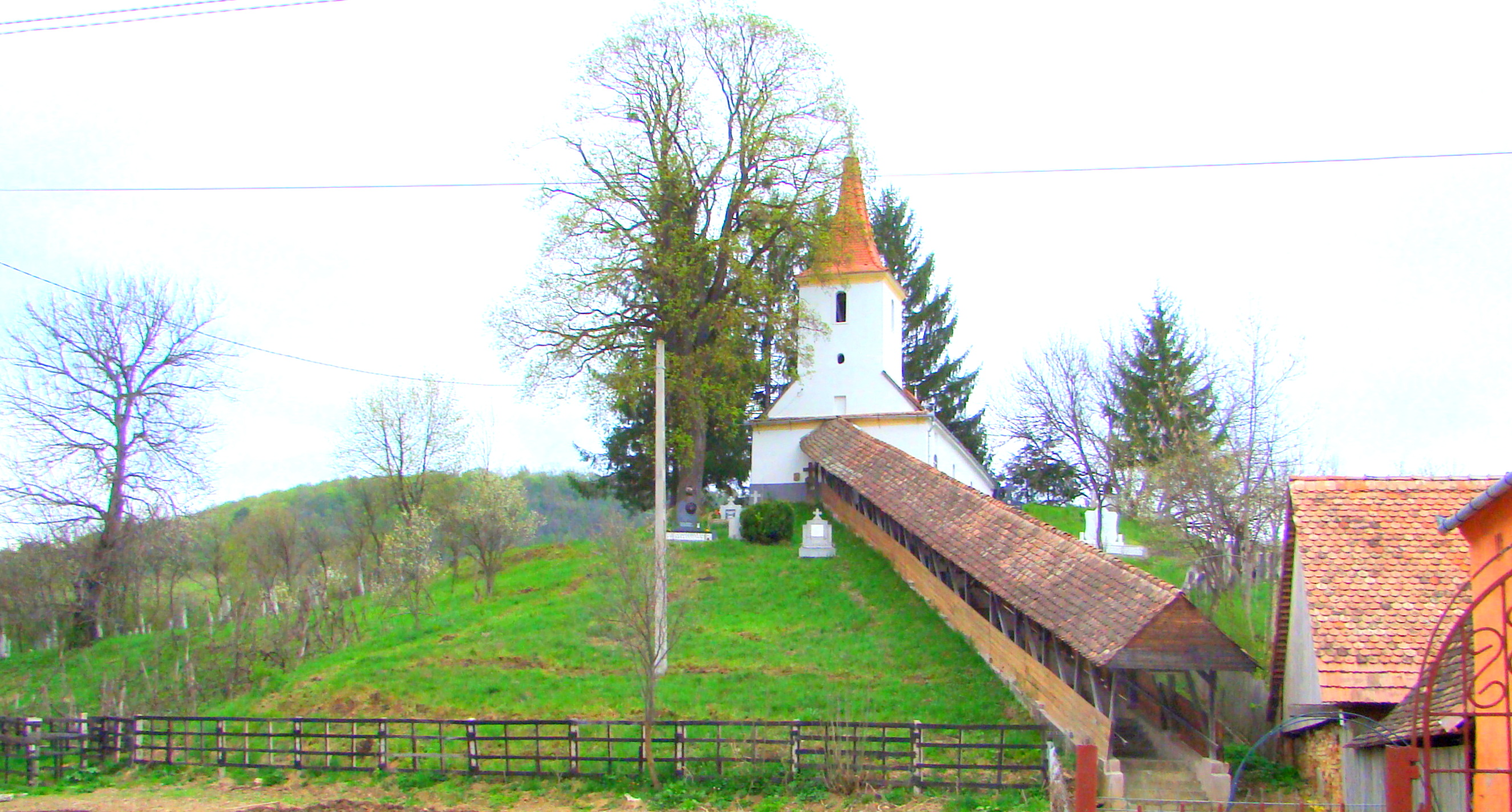
Biserica „Sfântul Mare Mucenic Gheorghe” (monument istoric)
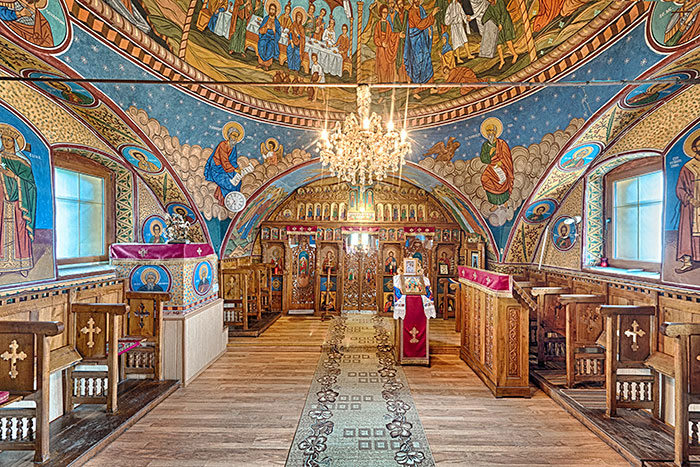
Biserica „Sfântul Mare Mucenic Gheorghe” (monument istoric)